# 雙β衰變
在核物理學上，雙β衰變（又稱雙重β衰變）是一種放射性衰變，當中在原子核內的兩顆質子同時變換成兩顆中子，反之亦然。跟單β衰變一樣，這個過程能使原子更接近最優的質子中子比。作為這種變換的結果，原子核射出兩枚能被偵測的β粒子，即是電子或正電子。
雙β衰變共有兩種：“尋常”雙β衰變和“無中微子”雙β衰變。尋常雙β衰變在多種同位素中都被觀測到，過程中衰變核射出兩電子和兩反電中微子。而無中微子雙β衰變則是一項假想過程，從未曾被觀測過，過程中只會射出電子。

## 歷史
雙β衰變這個概念最初由瑪麗亞·格佩特-梅耶於1935年提出。埃托雷·馬約拉納於1937年證明了若中微子為其自身的反粒子，則β衰變理論的所有結果不變，因此有這種特性的粒子現在被稱為馬約拉納粒子溫德爾·弗里於1939年提出若中微子為馬約拉納粒子的話，則雙β衰變能夠在不射出任何中微子的情況下進行，這個過程現在被稱為無中微子雙β衰變。現時仍未知道中微子是否馬約拉納粒子，亦未知道無中微子雙β衰變是否存在於自然之中。
弱相互作用的宇稱破缺在1930至40年代尚未被發現，因此造成了相關計算指出無中微子雙β衰變的出現率應該要比尋常雙β衰變要高得多。半衰期的預測值在1015–16年的數量級上。早在1948年，愛德華·法厄曼在用蓋革計數器直接量度錫-124的半衰期時就第一次嘗試了在實驗中觀測這個過程。整個1960年代的放射性測量實驗都得出反面結果或偽正面結果，這些結果在後來的實驗都未能重現。物理學家於1950年在使用地球化學方法第一次成功量度到碲-130的雙β衰變半衰期為1.4×1021年，與現代的測量值相當接近。
在弱相用作用的V−A性質確立的1956年後，無中微子雙β衰變的半衰期就變得很明顯地應該要比尋常β衰變要長得多。儘管實驗技巧在1960至70年代得到重大的躍進，但是雙β衰變要在1980年代才能在實驗室觀測得到。實驗只成功確立了半衰期的下限約在1021年。與此同時，地球化學實驗探測到了硒-82和碲-128的雙β衰變。
最早在實驗室成功觀測到雙β衰變的是加州大學爾灣分校邁克爾·莫伊（Michael Moe）的團隊，他們於1987年到硒-82的這個過程。自此以後，不少實驗都成功觀測到其他同位素的尋常雙β衰變。但上述實驗中沒有一個能為無中微子過程提供正面的結果，因此其半衰期下限被提高至約為1025年。地球化學實驗繼續於整個1990年代發展，在數種同位素中得出了正面的結果。雙β衰變是已知放射性衰變中最罕見的：至2012年為止只有在12種同位素中觀測到這個過程（包括2001年所觀測到鋇-130的雙電子捕獲），而所有已知雙β衰變過程的平均壽命都在1018年以上（見下表）。

## 尋常雙β衰變
在雙β衰變中，原子核內的兩中子變換成質子，並射出兩電子及兩電中微子。這個過程可被視為兩次負β衰變的總和。要使（雙）β衰變變得可行，衰變所產生原子核的束縛能必須比原來的大。對某些像鍺-76的原子核而言，原子數高一的原子核有着較低的束縛能，因此阻止了β衰變的發生。然而，原子數高二的原子核（硒-76）則有較大的束縛能，因此可以發生雙β衰變。
對某些原子而言，這個過程把兩個質子轉換成中子，射出兩電子中微子並吸收兩軌道電子（雙電子捕獲）。若衰變物與衰變產物的原子質量差超過1.022 MeV/c2（電子質量的兩倍）的話，還可以發生另一衰變，捕獲一軌道電子並射出一正電子。當質量差超過2.044 MeV/c2（電子質量的四倍）時，可以射出兩正電子。但這些理論衰變分支仍未被觀測到。

### 已知雙β衰變同位素
能發生雙β衰變的自然產生同位素共有35種。若單β衰變因能量守恆被禁止的話，實際上就能夠觀測到雙β衰變。質子數及中子數皆為偶數的同位素有可能有這種情況，這是因為自旋耦合所導致的較高穩定性，可由液滴模型質量公式的配對項得知。
不少同位素在理論上都能夠發生雙β衰變。在大部份的個案中，雙β衰變實在太罕有了，以致幾乎不可能從背景輻射下觀測到。然而，鈾-238（同時是α射線發射體）的雙β衰變可經由放射化學來量度。下表的鈣-48和鋯-96理論上都能出現單β衰變，但都被嚴重抑制，因此從未被觀測過。
實驗上觀測到出現雙中微子雙β衰變的同位素共有11種。下表含有截至2012年12月半衰期的最新數據。
| 核素   | 半衰期（1021年）                   | 變化    | 方法     | 實驗            |
| ------ | ---------------------------------- | ------- | -------- | --------------- |
| 鈣-48  | 0.044+0.005 −0.004 ± 0.004         |         | 直接     | NEMO-3          |
| 鍺-76  | 1.84 +0.09 −0.08 +0.11 −0.06       |         | 直接     | GERDA（2013年） |
| 硒-82  | 0.096 ± 0.003 ± 0.010              |         | 直接     | NEMO-3          |
| 鋯-96  | 0.0235 ± 0.0014 ± 0.0016           |         | 直接     | NEMO-3          |
| 鉬-100 | 0.00711 ± 0.00002 ± 0.00054        |         | 直接     | NEMO-3          |
| 鉬-100 | 0.69+0.10 −0.08 ± 0.07             | 0+→ 0+1 | 直接     | 鍺重合          |
| 鎘-116 | 0.028 ± 0.001 ± 0.003              |         | 直接     | NEMO-3          |
| 碲-128 | 7200 ± 400                         |         | 地球化學 |                 |
| 碲-130 | 0.7 ± 0.09 ± 0.11                  |         | 直接     | NEMO-3          |
| 氙-136 | 2.165 ± 0.016 ± 0.059              |         | 直接     | EXO-200         |
| 釹-150 | 0.00911+0.00025 −0.00022 ± 0.00063 |         | 直接     | NEMO-3          |
| 鈾-238 | 2.0 ± 0.6                          |         | 放射化學 |                 |

注意：上表中兩個誤差的第一個為統計誤差，而第二個則為系統誤差。

## 無中微子雙β衰變

圖為兩中子衰變成兩質子的無中微子雙β衰變的費曼圖。若中微子和反中微子是同一粒子（即馬約拉納中微子），則同樣的中微子能在原子核內射出並被吸收，使得這個過程中唯一被射出的產物為兩電子。在常規的雙β衰變中，原子核除兩電子外，還會射出兩反中微子——兩個W頂點各一。因此無中微子雙β衰變是對中微子是否馬約拉納粒子的一項高精度測試。

過程中射出兩中微子（或反中微子）的叫雙中微子雙β衰變。若中微子為馬約拉納粒子（意思是反中微子和中微子實際上是同一種粒子），且最少一種中微子的質量非零（已由中微子振蕩實驗確立），則無中微子雙β衰變有可能發生。在最簡單的理論論述（又稱輕中微子交換）中，兩中微子互相湮滅，這相等於核子吸收了由另一核子射出的中微子。
右圖中的中微子為虛粒子。最終態中只有兩電子，電子的總動能會大約等於原子核開始及結束時的束縛能差額（其餘則歸入原子核的後座力）。兩電子幾乎是背對背發射的。這個過程的衰變率近似值可由下式所得：
{\displaystyle \Gamma =~~~~{G|M|^{2}|m_{\beta \beta }|^{2}},}
其中{\displaystyle G}二體相空間因子，{\displaystyle M}為核矩陣元，mββ為電中微子的有效馬約拉納質量，由下式所得
{\displaystyle m_{\beta \beta }=\sum _{i=1}^{3}m_{i}U_{ei}^{2}.}
在這個式子中，mi為中微子質量（第i個質量本徵態），Uei為輕子混合矩陣PMNS矩陣的矩陣元。因此觀測無中微子雙β衰變除了是確認中微子的馬約拉納特性之外，還可以為絕對中微子質量尺度、中微子質量級列和PMNS矩陣的馬約拉納相提供資訊。
這個過程的深層意義從“黑箱定理”而來，即是說觀測到無中微子雙β衰變代表最少一個中微子是馬約拉納粒子，與這個過程是否由中微子交換所產生無關。

### 狀態
雖然早期實驗聲稱發現了無中微子雙β衰變，但是現代搜索已經設立了對之前結果不利的極限。近期論文中鍺和氙的下限並沒有指出任何有關無中微子衰變的跡象。

#### 海德堡-莫斯科爭議
海德堡-莫斯科協作研究組織最初發表了鍺-76內無中微子雙β衰變的極限。然後組織的一些成員聲稱他們在2001年探測到無中微子雙β衰變這個聲稱飽受組織外物理學家和組織內其他成員的批評。同樣的作者在2006年發表了較深入的估計值，指出半衰期為2.3×1025年。  物理學家期望精度更高的多項2014年實驗能解決這項爭議。

#### 現時結果
截至2014年，鍺-76探測器GERDA已經達到甚低的背景，得出21.6 kg*yr曝光的半衰期極限為2.1×1025年。探測器IGEX和HDM的數據則把極限增加至3×1025年，並在高確信度下剔除了探測到的可能性。氙-136的探測器Kamland-Zen 和EXO-200得出的極限為2.6×1025年。氙-136的結果使用了最新的核矩陣元，它們也對海德堡-莫斯科的聲稱不利。

## 参阅
- β衰变
- 中微子
- 粒子輻射
- 放射性同位素

## 外部連結
- arxiv.org上的雙β衰變 （页面存档备份，存于）